# 특별수사본부 여대생 이난희 사건
"특별수사본부 여대생 이난희 사건"는 한국에서 제작된 설태호 감독의 1973년 영화이다. 최무룡 등이 주연으로 출연하였고 한갑진 등이 제작에 참여하였다.

## 출연

### 주연
- 최무룡
- 안인숙
- 장혁